# Fernand Arnout
Fernand Arnout, né le 8 décembre 1899 à dans le 18e arrondissement de Paris et mort le 30 janvier 1974 dans le 10e arrondissement de Paris, est un haltérophile français. 

## Biographie
Fernand Arnout participe à deux éditions des Jeux olympiques.
Aux Jeux olympiques de 1920 se tenant à Anvers, il se classe cinquième du concours en poids légers.
Il est médaillé de bronze olympique aux Jeux olympiques d'été de 1928 qui se déroulent à Amsterdam. Il était resté célibataire.